# Poker en 2000
Cet article résume les événements liés au monde du poker en 2000.

## Tournois majeurs

### World Series of Poker 2000
Chris Ferguson remporte le Main Event, qui dépasse, pour la première fois, les 500 joueurs.

### Australian Poker Championships 2000
À compter de cette édition, le Main Event est disputé en No-limit Hold'em. Leo Boxell remporte le Main Event.